# Colroy-la-Grande
Colroy-la-Grande war eine bis 2016 selbständige französische Gemeinde mit zuletzt 535 Einwohnern (Stand 1. Januar 2013) im Département Vosges in der Region Grand Est (bis 2015 Lothringen). 
Mit Wirkung vom 1. Januar 2016 wurden die Gemeinden Provenchères-sur-Fave und Colroy-la-Grande zu einer Commune nouvelle mit dem Namen Provenchères-et-Colroy zusammengelegt.

## Geografie
Colroy-la-Grande liegt etwa zwölf Kilometer ostnordöstlich von Saint-Dié-des-Vosges.